# Федеріка Бонсіньйорі
Федеріка Бонсіньйорі (італ. Federica Bonsignori; нар. 20 листопада 1967) — колишня італійська тенісистка.
Найвищу одиночну позицію світового рейтингу — 28 місце досягла 13 травня 1991, парну — 154 місце — 20 липня 1987 року.
Здобула 1 одиночний титул.
Найвищим досягненням на турнірах Великого шолома було 2 коло в одиночному розряді.

## Фінали Туру WTA

### Одиночний розряд (1–1)
| Результат | Дата                                     | Турнір                       | Рівень | Покриття | Суперниця         | Рахунок       |
| --------- | ---------------------------------------- | ---------------------------- | ------ | -------- | ----------------- | ------------- |
| Перемога  | Estoril Open 1990                        | Estoril Open                 | Tier V | Ґрунт    | Лаура Гарроне     | 2–6, 6–3, 6–3 |
| Поразка   | Internazionali di Tennis San Marino 1992 | Internazionali di San Marino | Tier V | Ґрунт    | Магдалена Малеєва | 6–7(3–7), 4–6 |

## Фінали ITF

### Одиночний розряд: 13 (4–9)
| турніри $50,000 |
| турніри $25,000 |
| турніри $10,000 |

| Результат | Ранг | Дата           | Турнір                      | Покриття | Суперниця            | Рахунок          |
| --------- | ---- | -------------- | --------------------------- | -------- | -------------------- | ---------------- |
| Поразка   | 1.   | 1 серпня 1983  | ITF Кава-де-Тіррені, Італія | Ґрунт    | Ангелікі Канеллопулу | 1–6, 6–7         |
| Перемога  | 2.   | 8 серпня 1983  | ITF Сецце, Італія           | Ґрунт    | Ана Алманса          | 6–1, 6–3         |
| Поразка   | 3.   | 10 червня 1985 | ITF Ліон, Франція           | Ґрунт    | Сесіль Кальметт      | 7–6, 4–6, 4–6    |
| Поразка   | 4.   | 14 квітня 1986 | ITF Монвізо, Італія         | Ґрунт    | Яна Новотна          | 6–7, 2–6         |
| Перемога  | 5.   | 22 червня 1987 | ITF Франкавілла, Італія     | Ґрунт    | Барбара Романо       | 1–6, 7–6, 6–4    |
| Поразка   | 6.   | 26 червня 1989 | ITF Ареццо, Італія          | Ґрунт    | Флоренсія Лабат      | 4–6, 4–6         |
| Перемога  | 7.   | 24 липня 1989  | ITF Кіцбюель, Австрія       | Ґрунт    | Сабін Аппельманс     | 6–3, 4–6, 7–6(2) |
| Поразка   | 8.   | 4 червня 1990  | ITF Мантуя, Італія          | Тверде   | Маріан де Свардт     | 3–6, 7–6, 3–6    |
| Перемога  | 9.   | 19 серпня 1991 | ITF Сполето, Італія         | Ґрунт    | Крістіна Сальві      | 6–4, 6–3         |
| Поразка   | 10.  | 22 лютого 1993 | ITF Валенсія, Іспанія       | Тверде   | Елена Савольді       | 4–6, 1–6         |
| Поразка   | 11.  | 28 червня 1993 | ITF Штутгарт, Німеччина     | Ґрунт    | Сандра Допфер        | 1–6, 0–6         |
| Поразка   | 12.  | 4 липня 1994   | ITF Ерланген, Німеччина     | Ґрунт    | Радка Зрубакова      | 2–6, 1–6         |
| Поразка   | 13.  | 20 лютого 1995 | ITF Валенсія, Іспанія       | Ґрунт    | Неус Авіла           | 3–6, 2–6         |

### Парний розряд: 2 (0–2)
| Результат | Ранг | Дата           | Турнір              | Покриття | Партнерка        | Суперниці                     | Рахунок       |
| --------- | ---- | -------------- | ------------------- | -------- | ---------------- | ----------------------------- | ------------- |
| Поразка   | 1.   | 22 квітня 1990 | ITF Турин, Італія   | Ґрунт    | Андреа Носай     | Їда Ей Сузанна Вібово         | 5–7, 6–3, 4–6 |
| Поразка   | 2.   | 17 квітня 1995 | ITF Мурсія, Іспанія | Ґрунт    | Глорія Піццікіні | Маріана Еберле Вероніка Стеле | 5–7, 2–6      |